# Christoffer Aasbak
Christoffer Aasbak (Trondheim, 22 luglio 1993) è un calciatore norvegese, difensore del Ranheim.

## Carriera

### Club
Aasbak è cresciuto nelle giovanili del Byåsen, per entrare poi a far parte di quelle del Rosenborg. Ha contribuito alla vittoria finale del Norgesmesterskapet G19 2009. Aggregato in prima squadra a partire dalla stagione 2010, il 19 aprile dello stesso anno si è accomodato per la prima volta in panchina nell'incontro valido per la 7ª giornata dell'Eliteserien, non venendo impiegato in occasione del pareggio per 1-1 maturato sul campo dell'Aalesund.
L'esordio in prima squadra con il Rosenborg è arrivato il 1º maggio 2012, quando è subentrato a Daniel Fredheim Holm nella vittoria per 0-8 arrivata sul campo del Tiller, incontro valido per il primo turno del Norgesmesterskapet.
Il 10 agosto 2012, Aasbak è stato ceduto al Ranheim con la formula del prestito. Il 14 ottobre 2012 ha disputato l'unica partita con questa maglia, quando è stato schierato titolare nel 2-2 sul campo del Kongsvinger.
Nel 2013 è tornato al Byåsen, in 2. divisjon. Ha esordito in squadra l'11 maggio, sostituendo Adrian Andresen nel pareggio casalingo per 1-1 contro il Nardo. Il 6 luglio ha trovato la prima rete, nella vittoria per 1-3 arrivata sul campo dell'Eidsvold Turn. È rimasto in squadra per un biennio.
Il 29 gennaio 2015, Aasbak è stato ingaggiato dall'Hødd, a cui si è legato un accordo biennale, tornando così in 1. divisjon. Il primo incontro in squadra lo ha disputato il 6 aprile, quando è stato schierato titolare nel successo per 0-1 in casa dello Strømmen. Il 5 luglio 2015 ha realizzato il primo gol, nel 2-1 inflitto al Follo.
Il 6 gennaio 2017 è stato tesserato dal Kristiansund, compagine neopromossa in Eliteserien. Il 5 aprile ha pertanto debuttato nella massima divisione norvegese, schierato titolare nella sconfitta per 2-0 subita in casa dell'Odd. Il 17 luglio successivo è arrivato il primo gol, in occasione del pareggio per 1-1 arrivato contro il Vålerenga.
Il 23 giugno 2018 ha prolungato il contratto che lo legava al Kristiansund, fino al 31 dicembre 2020. Il 18 febbraio 2020 ha ulteriormente allungato l'accordo con il club, fino al 31 dicembre 2022.
Il 14 giugno 2025 ha fatto ufficialmente ritorno al Ranheim, a cui si è legato fino al 31 dicembre 2027.

### Nazionale
Aasbak ha rappresentato la Norvegia a livello Under-15, Under-16, Under-17 e Under-18.

## Statistiche

### Presenze e reti nei club
Statistiche aggiornate al 14 giugno 2025.
| Stagione               | Club                   | Campionato             | Campionato | Campionato | Coppe nazionali | Coppe nazionali | Coppe nazionali | Coppe continentali | Coppe continentali | Coppe continentali | Supercoppe | Supercoppe | Supercoppe | Totale | Totale |
| Stagione               | Club                   | Comp                   | Pres       | Reti       | Comp            | Pres            | Reti            | Comp               | Pres               | Reti               | Comp       | Pres       | Reti       | Pres   | Reti   |
| ---------------------- | ---------------------- | ---------------------- | ---------- | ---------- | --------------- | --------------- | --------------- | ------------------ | ------------------ | ------------------ | ---------- | ---------- | ---------- | ------ | ------ |
| 2010                   | Rosenborg              | ES                     | 0          | 0          | CN              | 0               | 0               | UCL+UEL            | -                  | -                  | SN         | -          | -          | 0      | 0      |
| 2011                   | Rosenborg              | ES                     | 0          | 0          | CN              | 0               | 0               | UCL+UEL            | -                  | -                  | -          | -          | -          | 0      | 0      |
| gen.-ago. 2012         | Rosenborg              | ES                     | 0          | 0          | CN              | 1               | 0               | UEL                | 0                  | 0                  | -          | -          | -          | 1      | 0      |
| Totale Rosenborg       | Totale Rosenborg       | Totale Rosenborg       | 0          | 0          |                 | 1               | 0               |                    | 0                  | 0                  |            | -          | -          | 1      | 0      |
| ago.-dic. 2012         | Ranheim                | 1D                     | 1          | 0          | CN              | -               | -               | -                  | -                  | -                  | -          | -          | -          | 1      | 0      |
| 2013                   | Byåsen                 | 2D                     | 19         | 1          | CN              | 0               | 0               | -                  | -                  | -                  | -          | -          | -          | 19     | 1      |
| 2014                   | Byåsen                 | 2D                     | 24         | 3          | CN              | 2               | 0               | -                  | -                  | -                  | -          | -          | -          | 26     | 3      |
| Totale Byåsen          | Totale Byåsen          | Totale Byåsen          | 43         | 4          |                 | 2               | 0               |                    | -                  | -                  |            | -          | -          | 45     | 4      |
| 2015                   | Hødd                   | 1D                     | 25+1       | 1+0        | CN              | 2               | 0               | -                  | -                  | -                  | -          | -          | -          | 28     | 1      |
| 2016                   | Hødd                   | 1D                     | 28         | 0          | CN              | 2               | 0               | -                  | -                  | -                  | -          | -          | -          | 30     | 0      |
| Totale Hødd            | Totale Hødd            | Totale Hødd            | 53+1       | 1+0        |                 | 4               | 0               |                    | -                  | -                  |            | -          | -          | 58     | 1      |
| 2017                   | Kristiansund BK        | ES                     | 24         | 1          | CN              | 5               | 0               | -                  | -                  | -                  | -          | -          | -          | 29     | 1      |
| 2018                   | Kristiansund BK        | ES                     | 26         | 1          | CN              | 0               | 0               | -                  | -                  | -                  | -          | -          | -          | 26     | 1      |
| 2019                   | Kristiansund BK        | ES                     | 27         | 1          | CN              | 0               | 0               | -                  | -                  | -                  | -          | -          | -          | 27     | 1      |
| 2020                   | Kristiansund BK        | ES                     | 23         | 1          | -               | -               | -               | -                  | -                  | -                  | -          | -          | -          | 23     | 1      |
| 2021                   | Kristiansund BK        | ES                     | 17         | 1          | CN              | 3               | 0               | -                  | -                  | -                  | -          | -          | -          | 20     | 1      |
| 2022                   | Kristiansund BK        | ES                     | 14         | 1          | CN              | 1               | 0               | -                  | -                  | -                  | -          | -          | -          | 15     | 1      |
| 2023                   | Kristiansund BK        | 1D                     | 9+1        | 0          | CN              | 0               | 0               | -                  | -                  | -                  | -          | -          | -          | 10     | 0      |
| 2024                   | Kristiansund BK        | ES                     | 14         | 0          | CN              | 2               | 0               | -                  | -                  | -                  | -          | -          | -          | 16     | 0      |
| Totale Kristiansund BK | Totale Kristiansund BK | Totale Kristiansund BK | 154+1      | 6+0        |                 | 11              | 0               |                    | -                  | -                  |            | -          | -          | 166    | 4      |
| giu.-dic. 2025         | Ranheim                | 1D                     | 0          | 0          | CN              | -               | -               | -                  | -                  | -                  | -          | -          | -          | 0      | 0      |
| Totale Ranheim         | Totale Ranheim         | Totale Ranheim         | 1          | 0          |                 | 0               | 0               |                    | -                  | -                  |            | -          | -          | 1      | 0      |
| Totale                 | Totale                 | Totale                 | 251+2      | 9+0        |                 | 18              | 0               |                    | 0                  | 0                  |            | -          | -          | 271    | 9      |

## Palmarès

### Club

#### Competizioni giovanili
- Norgesmesterskapet G19: 1

Rosenborg: 2009